# Conferência Internacional sobre Promoção da Saúde

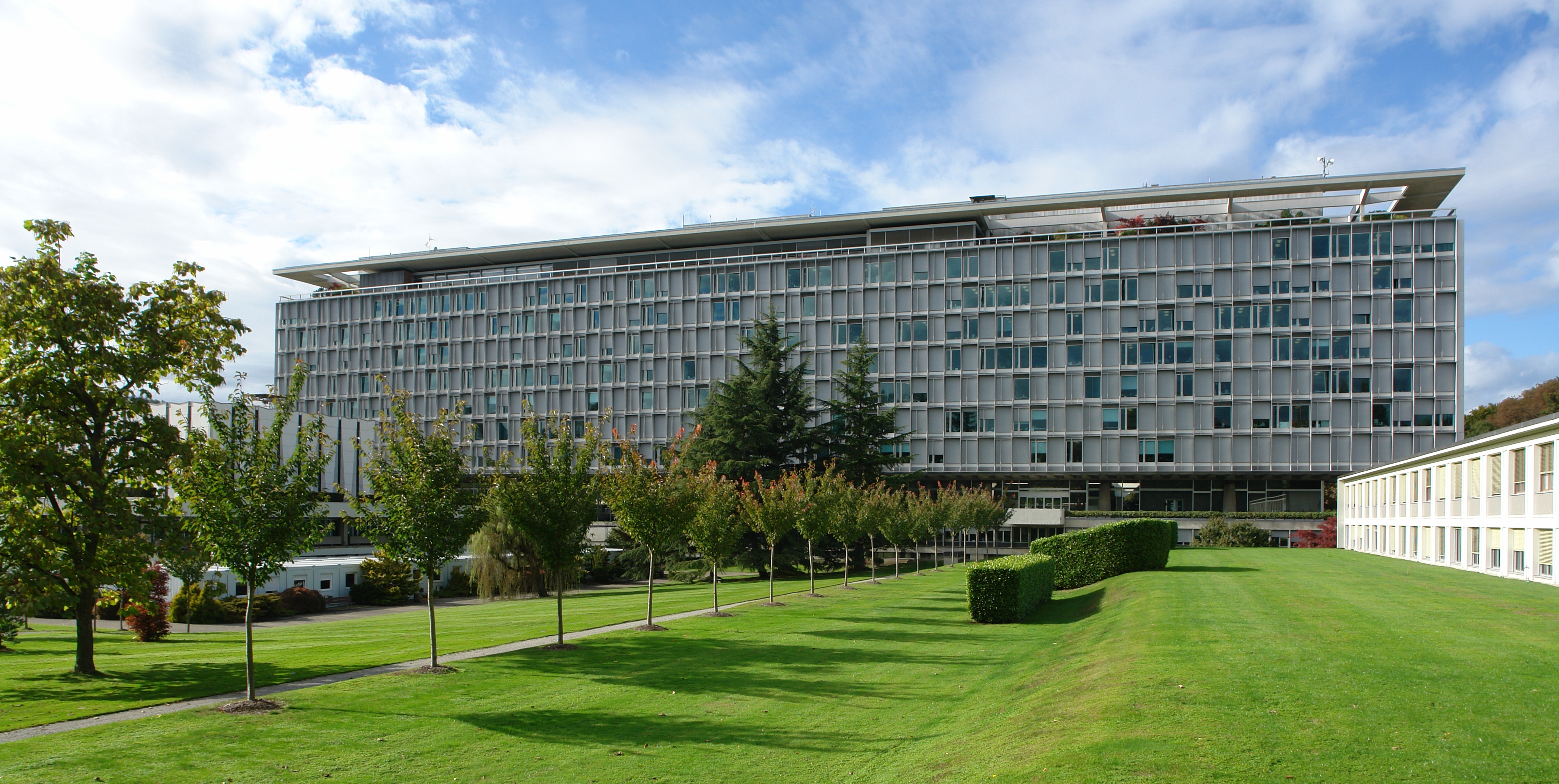
Sede da OMS em Genebra, Suíça.

A Conferência Internacional sobre Promoção da Saúde é um movimento que ocorre periodicamente, dele participando setores representativos de vários países, tais como OMS, OPAS e UNICEF, em defesa da ampliação dos campos de ação em saúde e abordagens mais efetivas para o real alcance dos objetivos traçados.

## Objetivos
O objetivo principal dessas Conferências é promover o suporte das ideias e medidas necessárias para as ações em saúde. O resultado da discussão aberta e organizada em cada conferência é expresso através da elaboração final de um documento em defesa da promoção da saúde, salientando o bem-estar de todos os povos como requisito essencial para o desenvolvimento dos países e, consequentemente, para a manutenção da paz mundial.

## Histórico
A 30ª Assembleia Mundial de Saúde, realizada pela Organização Mundial da Saúde (OMS) em 1977, lançou o movimento “Saúde Para Todos no Ano 2000” e, como marco inicial dessa programação, em setembro de 1978 foi organizada pela OMS e UNICEF a Primeira Conferência Internacional sobre Cuidados Primários de Saúde, na cidade de Alma-Ata, no Cazaquistão. Assistida por mais de 700 participantes, dessa conferência resultou a elaboração da Declaração de Alma-Ata, um documento que reafirmou o significado de saúde como um direito humano fundamental e como uma das mais importantes metas mundiais para a melhoria social.
O tema dessa primeira conferência era Saúde Para Todos no Ano 2000 e, de acordo com a Declaração de Alma-Ata, ações no sentido de diminuir a desigualdade social deveriam ser estimuladas e adotadas por todos os países, para que a meta de saúde universal fosse atingida, diminuindo a lacuna existente entre os países em desenvolvimento e os desenvolvidos. Para tanto, o investimento em atenção primária seria a chave para uma promoção da saúde equânime e abrangente, através de medidas de prevenção e educação em saúde.  Chegou-se, então, ao consenso de que a promoção da saúde é essencial ao contínuo desenvolvimento econômico e social, à manutenção da melhoria da qualidade de vida dos homens e à manutenção da paz mundial.
A partir dessa iniciativa, outros movimentos foram organizados, periodicamente, em função da ampliação das ações em saúde, com a inserção de novos elementos e avanços significativos nas políticas de saúde em diversos países. A Declaração  de Alma-Ata representou o ponto de partida para as Conferências Internacionais sobre Promoção da Saúde.
A partir da Primeira Conferência, foram realizadas várias iniciativas multinacionais, algumas de caráter internacional/global, e outras duas de caráter sub-regional. As principais conferências e movimentos que se seguiram foram assim representados:
- I Conferência Internacional sobre Promoção da Saúde em Ottawa (1986) - teve como objetivo dar uma resposta às crescentes expectativas por uma nova saúde pública, movimento que vem ocorrendo em todo o mundo[1][2]
- II Conferência Internacional sobre Promoção da Saúde em Adelaide (1988) -  teve como tema central às políticas públicas voltadas para a saúde, reafirmando as cinco linhas de ação da Carta de Ottawa e da Declaração de Alma Ata.[2]
- III Conferência Internacional sobre Promoção da Saúde em Sundsvall (1991) -  teve como tema os assuntos Ambientes Favoráveis à Saúde, e deu continuidade a uma sequência de eventos que tiveram início o compromisso da OMS relativamente às "Metas da Saúde para Todos no Ano 2000", a que se seguiu a Conferência de Alma-Ata sobre Cuidados de Saúde Primários, e a 1ª Conferência Internacional sobre Promoção da Saúde nos Países Industrializados[2][3]
- Conferência Internacional sobre Promoção da Saúde de Bogotá (1992) - teve como objetivo evidenciar as estratégias para recriar a promoção à saúde na América Latina, discutir a transformação da cultura e do setor saúde a fim de garantir acesso universal e estimula o compromisso social para assumir a vontade política de fazer da saúde uma prioridade.[2]
- Primeira Conferência de Promoção da Saúde no Caribe, em Porto da Espanha (1993) - teve como objetivo reforçar a importância da promoção à saúde, também propôs seis estratégias fundamentais: elaboração de políticas públicas saudáveis; reorientação dos serviços de saúde; empoderamento das comunidades para alcançar o bem estar; criação de ambientes favoráveis à saúde; desenvolvimento/implementação de habilidades pessoais para a saúde; construção de alianças, especialmente com os meios de comunicação.[2]
- IV Conferência Internacional sobre Promoção da Saúde em Jacarta (1997) -sendo a primeira conferência a convidar representantes do setor privado, teve como objetivo resgatar e atualizar a discussão sobre o "reforço da ação comunitária" definido na Carta de Ottawa.[2]
- Rede de Megapaíses para Promoção da Saúde, Suíça (1998) - teve como objetivo melhorar a base de informações da promoção, desenvolvimento da saúde, aumento da intersetorialidade e parcerias para melhorar a distribuição dos recursos para a saúde.[2]
- V Conferência Internacional sobre Promoção da Saúde na Cidade do México (2000) - teve como objetivo reforçar a importância das ações de promoção à saúde nos programas e políticas governamentais, no nível local, regional, nacional e internacional.[2]
- III Conferência Latino Americana de Promoção da Saúde e Educação para a Saúde, em São Paulo (2002) - teve como objetivo identificar as necessidades e possíveis soluções comuns entre os países participantes da conferência.[4]
- VI Conferência Internacional sobre Promoção da Saúde em Bangkok (2005) - teve como objetivo reforçar as mudanças no contexto da saúde global, incluindo o crescimento das doenças transmissíveis e crônicas, no qual incluem as doenças cardíacas, câncer e diabetes.[2]
- Conferência Internacional de Saúde para o Desenvolvimento, em Buenos Aires (2007) -  teve como objetivo analisar as conquistas e dificuldades na implementação da Estratégia de Atenção Primária à Saúde, com o propósito de propiciar o fortalecimento de consensos já estabelecidos e criar novas propostas que apontem para a consagração de uma estratégia de saúde para a equidade, baseada na Atenção Primária.[5]

### I Conferência Internacional sobre Promoção da Saúde

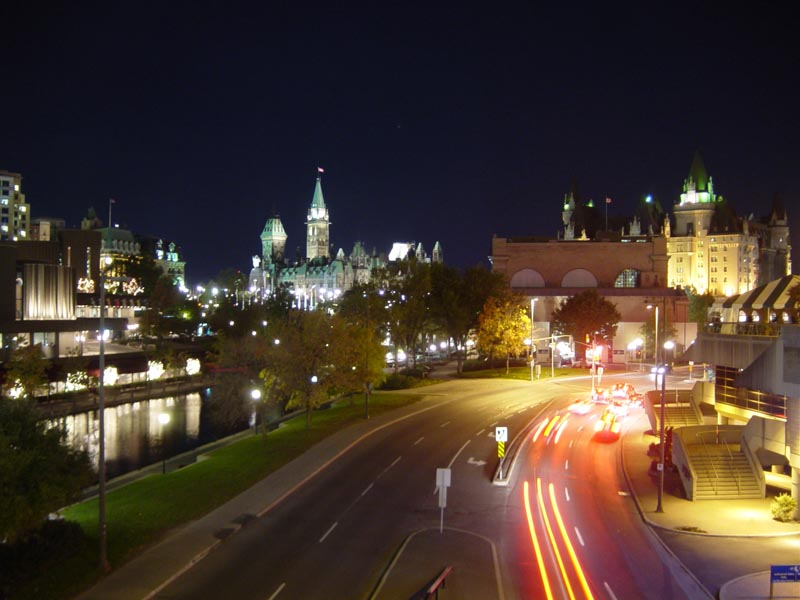
Ottawa

Foi realizada em Ottawa, no Canadá, em novembro de 1986. O tema era “Promoção da Saúde nos Países Industrializados”, em decorrência das expectativas mundiais por uma saúde pública eficiente, focalizando em especial as necessidades dos países industrializados, e estendendo tal necessidade aos demais países.
Mediante os progressos alcançados após a Declaração de Alma-Ata para a Atenção primária à saúde, o documento da OMS “As Metas da Saúde para Todos” e o debate ocorrido na Assembléia Mundial da Saúde sobre as ações intersetoriais necessárias, foi elaborada a Carta de Ottawa, que estabelecia fatores de importância para o alcance de uma saúde para todos.

### II Conferência Internacional sobre Promoção da Saúde

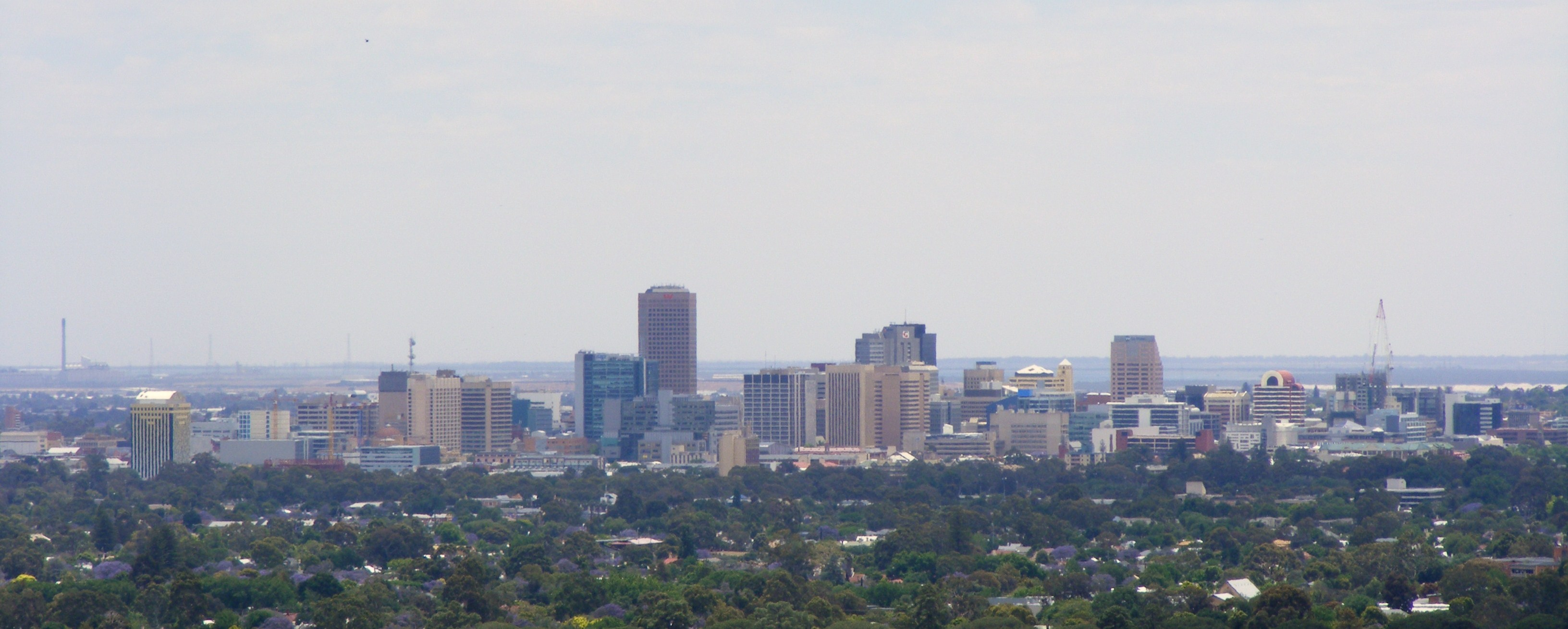
Adelaide

Foi realizada em Adelaide, na Austrália, entre 5 e 9 de abril de 1988, e contou com 220 participantes de 42 países. O tema central era “Promoção da Saúde e Políticas Públicas Saudáveis”, ressaltando a importância das políticas voltadas para a saúde, e as principais alternativas mantiveram a direção já estabelecida nas Conferências de Alma-Ata e Ottawa.
As estratégias para a ação em prol de políticas públicas voltadas para a saúde foram estabelecidas no documento denominado Declaração de Adelaide. 

### III Conferência Internacional sobre Promoção da Saúde

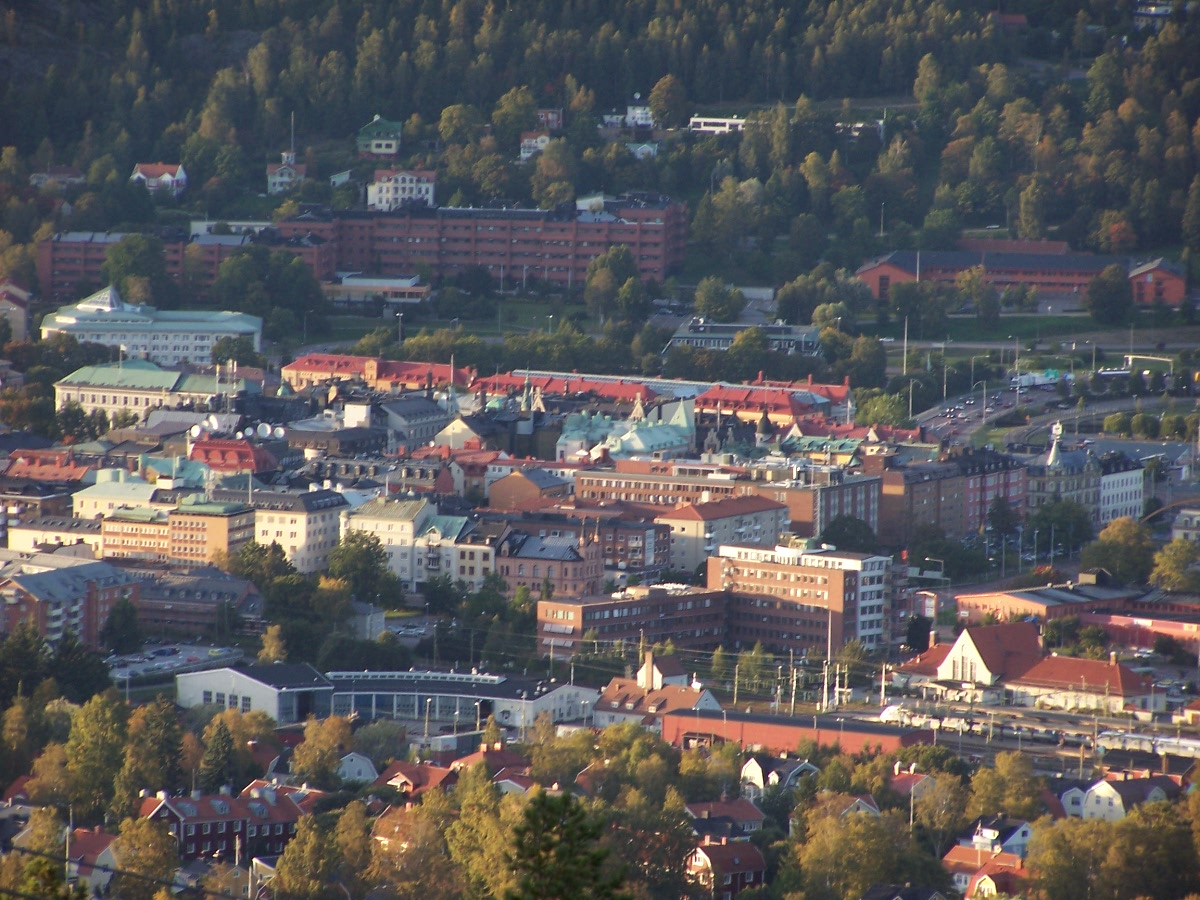
Sundsvália

Foi realizada em Sundsvália, na Suécia, entre 9 e 15 de junho de 1991, e contou com 81 países. O tema era “Promoção da Saúde e Ambientes Favoráveis á Saúde”, com a conclamação de todos os povos do globo para o engajamento na causa ecológica como fator de saúde, apontando para a situação de milhões de pessoas que vivem em extrema pobreza, em ambientes ameaçadores à saúde. Ressaltava, portanto, que o ambiente físico, social, econômico ou político deveria ser cada vez mais propício à saúde.
A conferência elaborou, como documento final, a Declaração de Sundsvália, que reconhecia a importância do papel de cada um na criação de ambientes favoráveis e promotores de saúde.

### IV Conferência Internacional sobre Promoção da Saúde

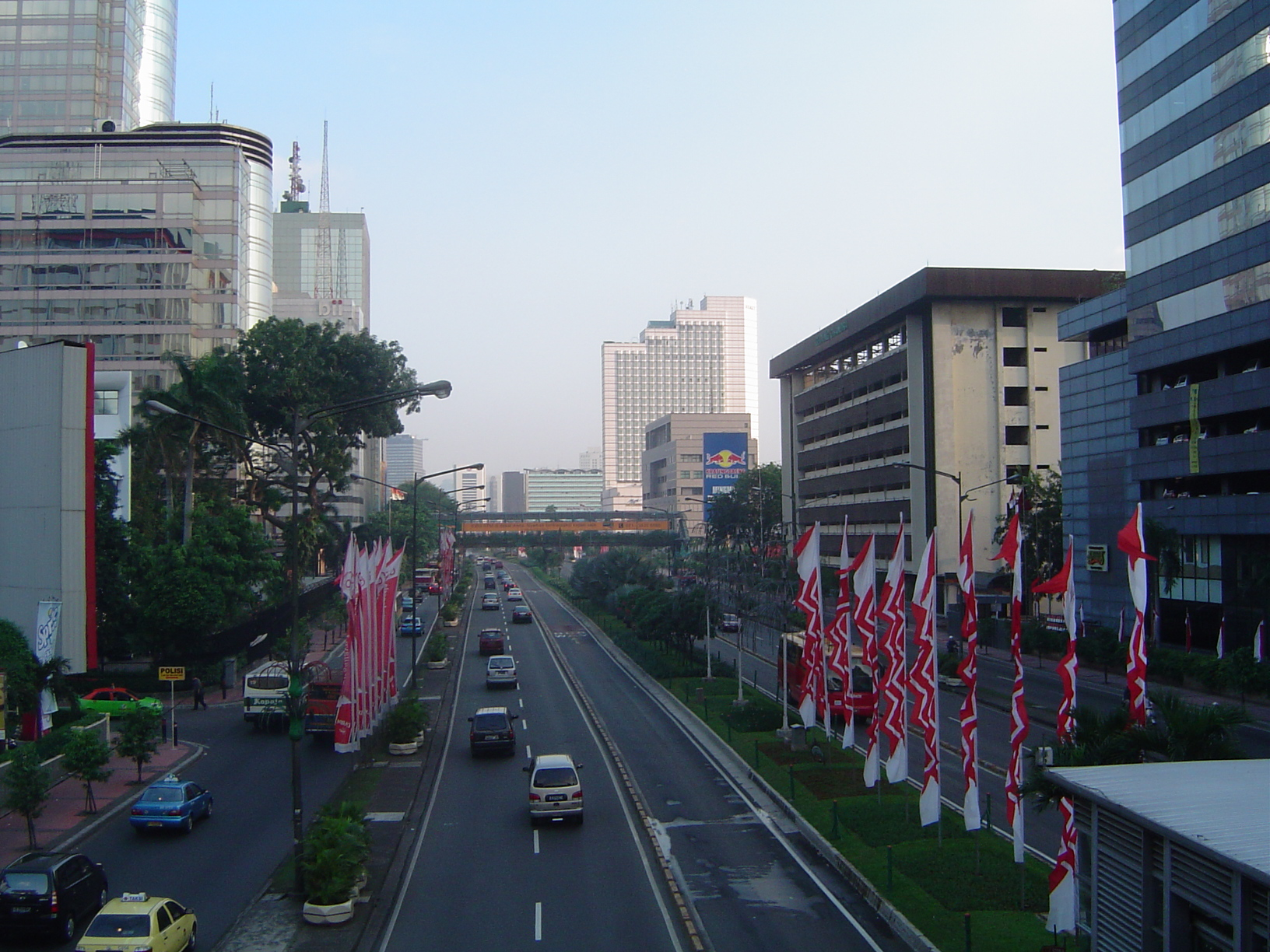
Jacarta.

Foi a primeira a ter lugar em um país em desenvolvimento e a incluir o setor privado no apoio à promoção da saúde. Foi realizada em Jacarta, na Indonésia, de 21 a 25 de julho de 1997, e o tema era “Promoção da Saúde no Século XXI”.
Foi oferecida uma reflexão sobre os determinantes da saúde, na identificação das direções e estratégias necessárias para enfrentar os desafios do século XXI. Foi elaborada, nessa Conferência, a Declaração de Jacarta.

### V Conferência Internacional sobre Promoção da Saúde
Foi realizada na Cidade do México, entre 5 e 9 de julho de 2000, e seu tema era “Promoção da Saúde: Rumo a Maior Equidade”. Reconheceu a responsabilidade dos governantes nas políticas de saúde, assim como a necessidade do compartilhamento dessas estratégias entre todos os setores sociais.
O documento proposto, a Declaração do México, constatou uma melhora significativa do bem-estar social em muitos países do mundo, porém ressaltou a persistência de problemas que exigiam solução urgente e, para tanto, estabeleceu ações dirigidas à saúde, em especial à Saúde Pública.

### VI Conferência Internacional sobre Promoção da Saúde

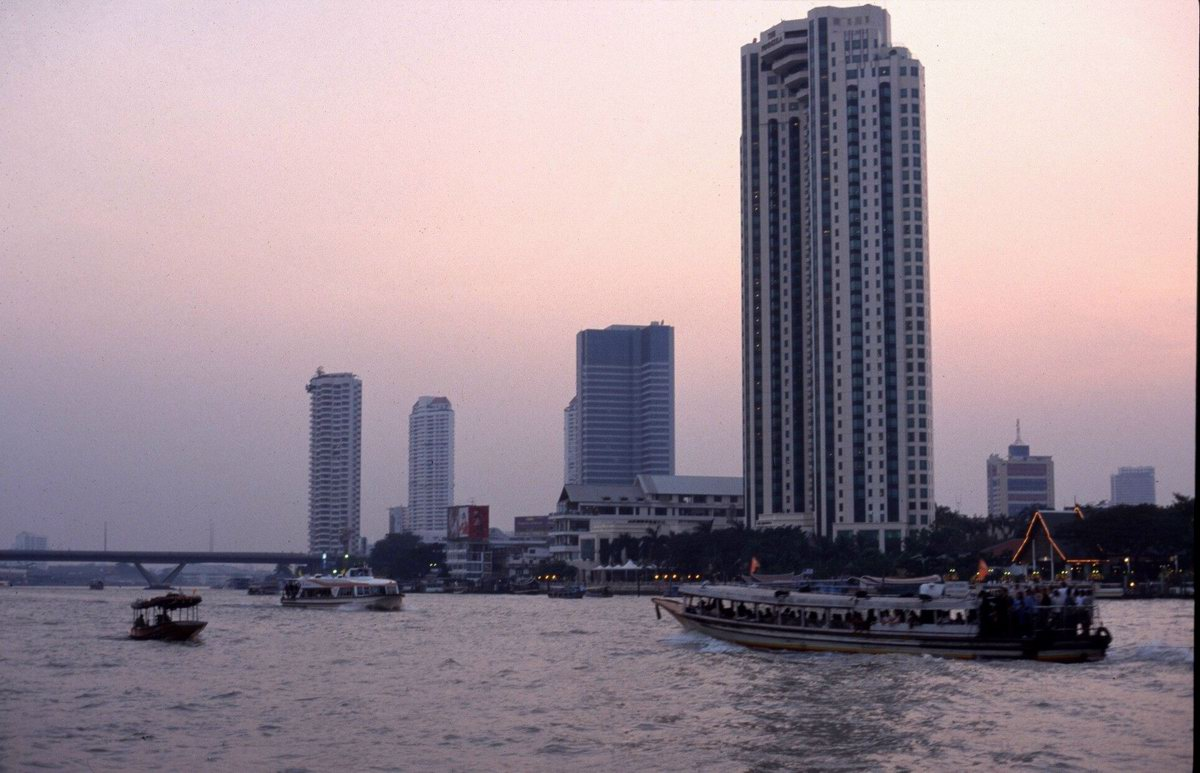
Bancoque

Foi realizada em Bancoque, na Tailândia, de 5 a 11 de agosto de 2005. O tema foi a “Promoção da Saúde num Mundo Globalizado”, com a elaboração da Carta de Bangkok, que buscou identificar as ações, os compromissos e as promessas necessárias para abordar os determinantes da saúde num mundo globalizado, através da promoção da saúde.
A Carta de Bangko se dirigiu a todas as organizações responsáveis pela manutenção dos objetivos de saúde, e defendeu como requisito do desenvolvimento global as políticas e alianças capazes de capacitar as comunidades para  a melhoria social, além de reafirmar os valores e estratégias da Carta de Ottawa.

## Outras Conferências

### Conferência Internacional sobre Promoção da Saúde de Bogotá

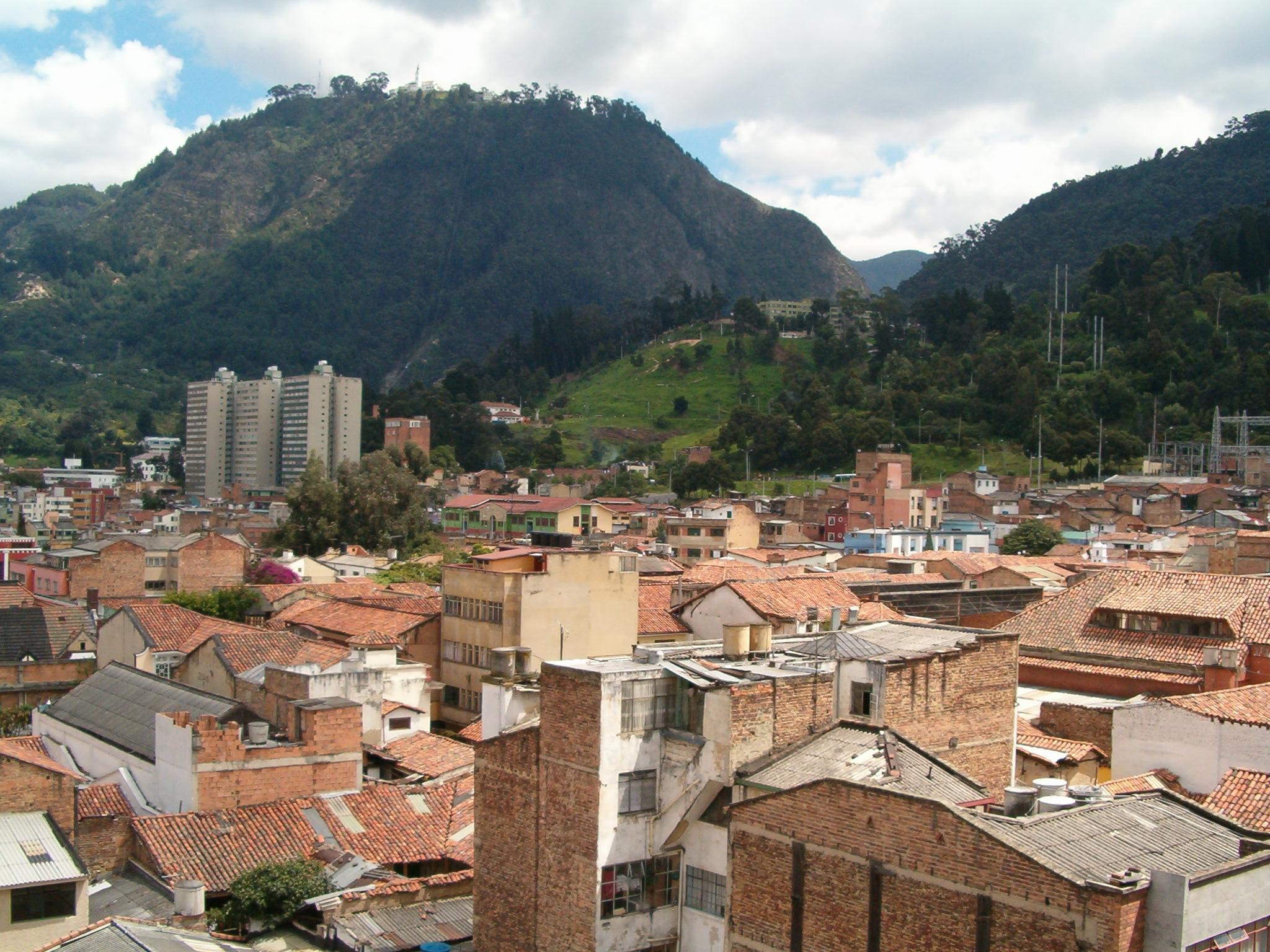
Bogotá

Foi realizada sob o patrocínio do Ministério da Saúde da Colômbia e da Organização Pan-Americana da Saúde (OPAS), em Santafé de Bogotá, na Colômbia, de 9 a 12 de novembro de 1992. Contou com 550 representantes de 21 países (Argentina, Bolívia, Brasil, Canadá, Chile, Colômbia, Costa Rica, Cuba, Equador, El Salvador, Espanha, Guatemala, Honduras, México, Nicarágua, Panamá, Paraguai, Peru, República Dominicana, Uruguai e Venezuela).
Entre tais representantes, estavam os Ministros da Saúde da Bolívia, Colômbia, Equador e Nicarágua; os vice-ministros da Saúde de Cuba, Guatemala e Panamá, e o prefeito de La Paz. Por parte da OPAS, compareceram o diretor da Secretaria Sanitária Pan-Americana, os coordenadores dos programas regionais de Promoção da Saúde, Saúde Ambiental, Serviços de Saúde e Saúde Materno-Infantil, e consultores provenientes da sede central e das representações dos países. Também participaram funcionários do setor saúde, especialistas, pessoas vinculadas a processos de promoção social, representantes de serviços de saúde e saneamento ambiental, de organizações não-governamentais e associações comunitárias, docentes, estudantes e profissionais da comunicação social. Seu tema foi o significado da promoção da saúde na América Latina, para o qual foram apresentados compromissos e estratégias relacionadas com o sucesso da saúde da população da região. A conferência elaborou, finalmente, um documento, a Declaração de Santafé de Bogotá. 

### I Conferência de Promoção da Saúde no Caribe
Entre 1 e 4 de junho de 1993, aconteceu em Porto de Espanha, Trinidad e Tobago, a Primeira Conferência de Promoção da Saúde do Caribe, com a participação de 125 pessoas do setor da saúde, além de representantes dos setores sociais caribenhos.
Foi elaborada, a pedido da 13ª Reunião dos Ministros responsáveis pela saúde da região, a Carta do Caribe para a Promoção da Saúde, seguindo as metas das conferências anteriores, que defendiam a igualdade social e a atenção primária em saúde como fatores de bem-estar social.

### III Conferência Latino Americana de Promoção da Saúde e Educação para a Saúde

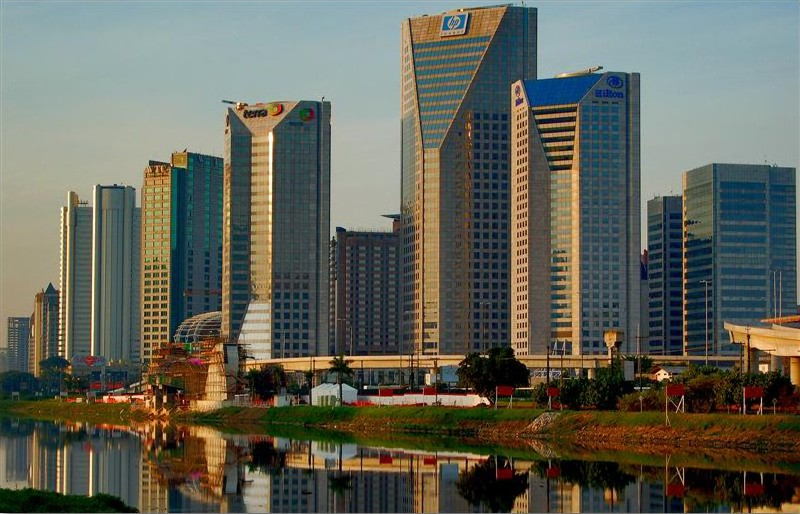
São Paulo

Foi realizada em São Paulo, no Brasil, de 10 a 13 de novembro de 2002, tendo como promotores a IUHPE, FSPUSP, OPAS e MS. Contou com 1.500 participantes, de 18 países: Argentina, Brasil, Canadá, Chile, Colômbia, Costa Rica, EUA, França, Honduras, Itália, México, Panamá, Paraguai, Porto Rico e Uruguai. O tema da conferência, "Visão Crítica da Promoção da Saúde e Educação para Saúde: Situação Atual e Perspectivas", teve como objetivo o estímulo e o desenvolvimento de estratégias de promoção da qualidade de vida e saúde e educação para a saúde na América Latina. Promoveu o debate sobre princípios, estratégias e compromissos orientados para a universalidade e a eqüidade no acesso aos direitos fundamentais e sociais da região.

### Conferência Internacional de Saúde para o Desenvolvimento

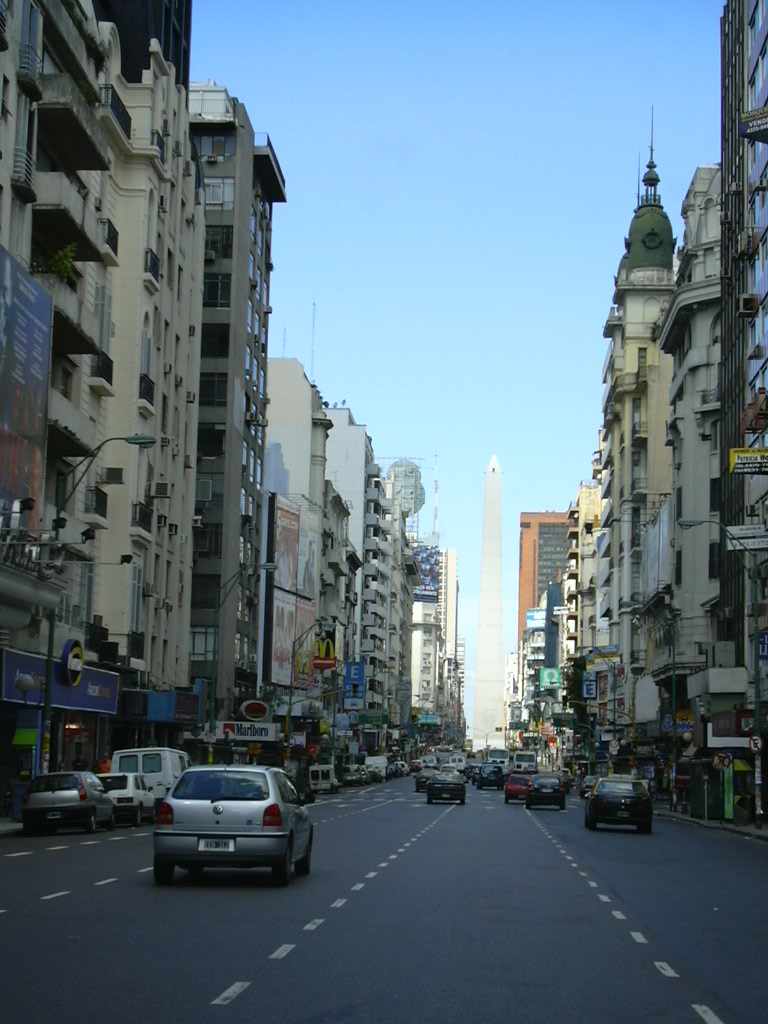
Buenos Aires

Foi realizada em Buenos Aires, na Argentina, promovida pelo Ministério de Saúde do país, de 13 a 17 de agosto de 2007. Seu  tema, “De Alma-Ata à Declaração do Milênio; Conferência Internacional de Saúde para o Desenvolvimento: Direitos, Fatos e Realidades”, buscou contribuir para a concretização dos “Objetivos de Desenvolvimento do Milênio” previstos para 2015, ressaltando a importância da força de trabalho em saúde.
Os principais tópicos em discussão foram os “Cuidados primários e sistemas de saúde no atual contexto global”, os “Recursos humanos para o novo milênio” e a “Equidade na saúde e financiamento”.

## Rede de Megapaíses para Promoção da Saúde

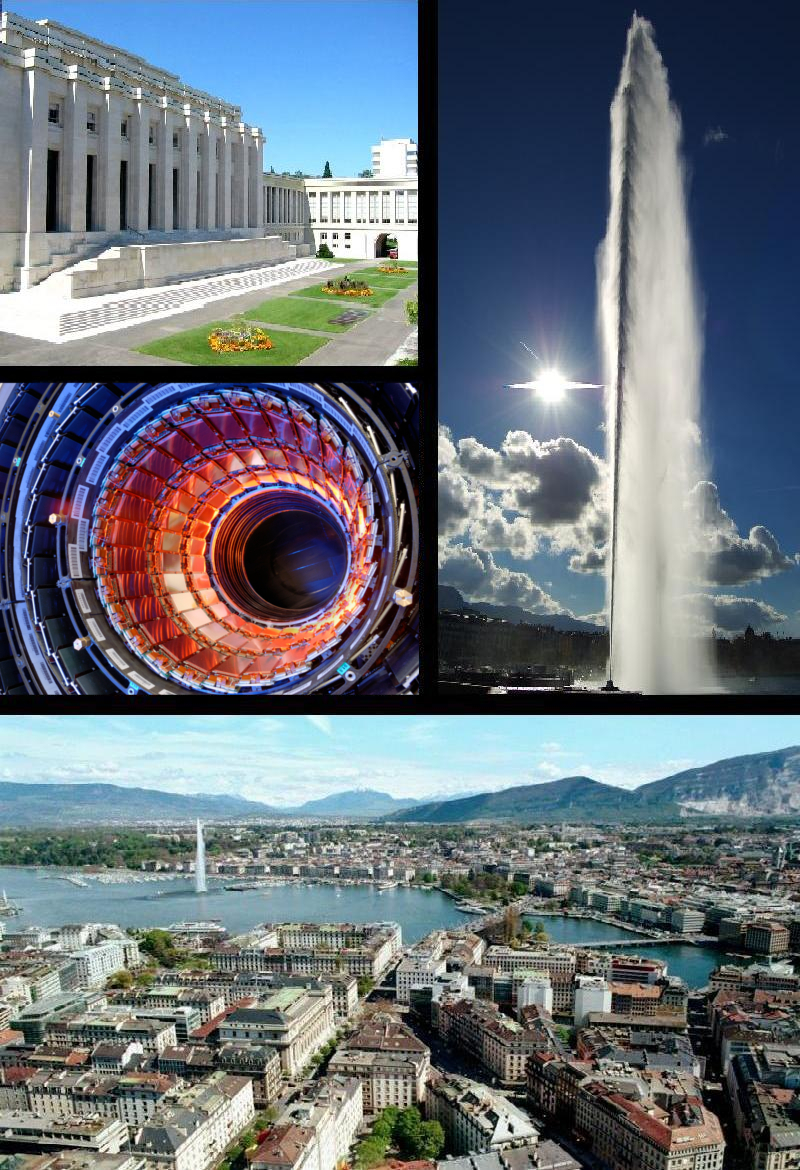
Genebra

Foi idealizada pela Organização Mundial da Saúde, em Genebra, Suíça, entre 18 e 20 de março de 1998, mediante o reconhecimento da necessidade da formação de uma aliança entre os países mais populosos na busca de soluções para a promoção da saúde.
Juntos, os megapaíses atingem 60% da população do mundo: Bangladesh, Brasil, China, Índia, Indonésia, Japão, México, Nigéria, Paquistão, Federação Russa e Estados Unidos da América. Tal diversidade de países engloba todos os níveis de desenvolvimento, com diferentes estágios nos padrões de morbidade e de mortalidade. Trabalhando juntos, os megapaíses poderiam, assim, se constituir em voz poderosa na aquisição mundial de políticas de promoção da saúde.